# THE FURTADOS
THE FURTADOS é um trio de artistas brasileiros formado por Igor Furtado, Leonardo Furtado e Octávio Furtado. Iniciado em 2020 como um duo composto por Drummond e Nardo, lançaram faixas até a formação atual como trio em 2024 com a entrada de Octávio Furtado.
Em julho de 2025, lançaram o EP homônimo "THE FURTADOS", recebido pela crítica local como um forte candidato da cena do rap underground.
1. ↑  «PORTAL ARTE-SE: Já ouviu? THE FURTADOS»